# Vjetrenice
Vjetrenice su planinski prijevoj u Bosni i Hercegovini. Vjetrenice su i bivše naseljeno mjesto u općini Zenica koje je postojalo do 1991. godine kada je ukinuto i pripojeno naseljenom mjestu Gornji Čajdraš.
Preko Vjetrenica vodi regionalna cesta R-441 koja povezuje Vitez i Zenicu. Također, predstavlja prirodnu granicu između ovih dviju općina te Županije Središnja Bosna na zapadu i Zeničko-dobojske županije na istoku.